# Яндекс.Пошта
Яндекс. Пошта — заборонений в Україні безкоштовний сервіс електронної пошти від компанії Яндекс. Запущений 26.06.2000 року. Наявна автоматична фільтрація спама за допомогою іншого продукту компанії — Спамооборони, а також перевірка листів на віруси за допомогою антивірусу Dr.Web. Система також має можливість перекладу листів з іноземних мов. Доступний інтерфейс українською мовою.

## Факти про сервіс
- Через Яндекс. Пошту проходить більше 130 млн листів на добу (не враховуючи спам)[2].
- Станом на 2013 рік, щомісячно Яндекс. Поштою в Україні користувалися більше мільйона користувачів[3].
- Яндекс. Пошта змінила 7 вебінтерфейсів, поточна версія — 7.0.
- Існує мобільний клієнт для Яндекс. Пошти. Застосунок доступний для платформ Apple iOs, Android, Windows Mobile, Bada, Maemo, Java і Symbian.
- Обсяг поштової скриньки на Яндекс. Пошті необмежений.
- У Яндекс. Пошту інтегровано Яндекс.Диск, на якому можна безкоштовно зберігати до 20 Гб власних даних.
- За замовчуванням користувачам показуються рекламні банери, однак їхній показ можна повністю вимкнути.
- Наразі пропонується більше трьох десятків тематичних і колірних варіантів оформлення вебінтерфейсу Пошти. «Пластилинову» тему оформлення дійсно виготовлено із пластилину.
- Вкладення .doc, .xls, .ppt, .ai, .psd, .cdr, .rtf и .pdf можна переглядати прямо у інтерфейсі Пошти.
- У жовтні 2009 року запущено безкоштовний сервіс Яндекс. Пошта для домену. В одному домені можна створити до 1000 поштових акаунтів (за замувчуванням, а для більшої кількості необхідно заповнити заявку).
- У грудні 2009 року RSS-агрегатор Яндекс. Стрічка інтегровано в Яндекс. Пошту у вигляді Підписок.
- У травні 2010 року запущено індивідуальні спам-фільтри. Відтоді до вхідної пошти, окрім загальних правил фільтрації, застосовуються також персональні. Під час складання персональних правил враховуються натиснення користувачем кнопок «Це спам!» і «Це не спам».
- У жовтні 2012 року запущено Trinity — інтерфейс, який адаптовано для ділового листування. Він доступний для звичайної Яндекс. Пошти та для пошти для домену[4].
- У грудні 2013 року запущено цифрові логіни — можливість використовувати мобільний номер телефону як логін (за умови верифікації)[5].
- У пошті є можливість створювати шаблони[6].